# Rukavicový box

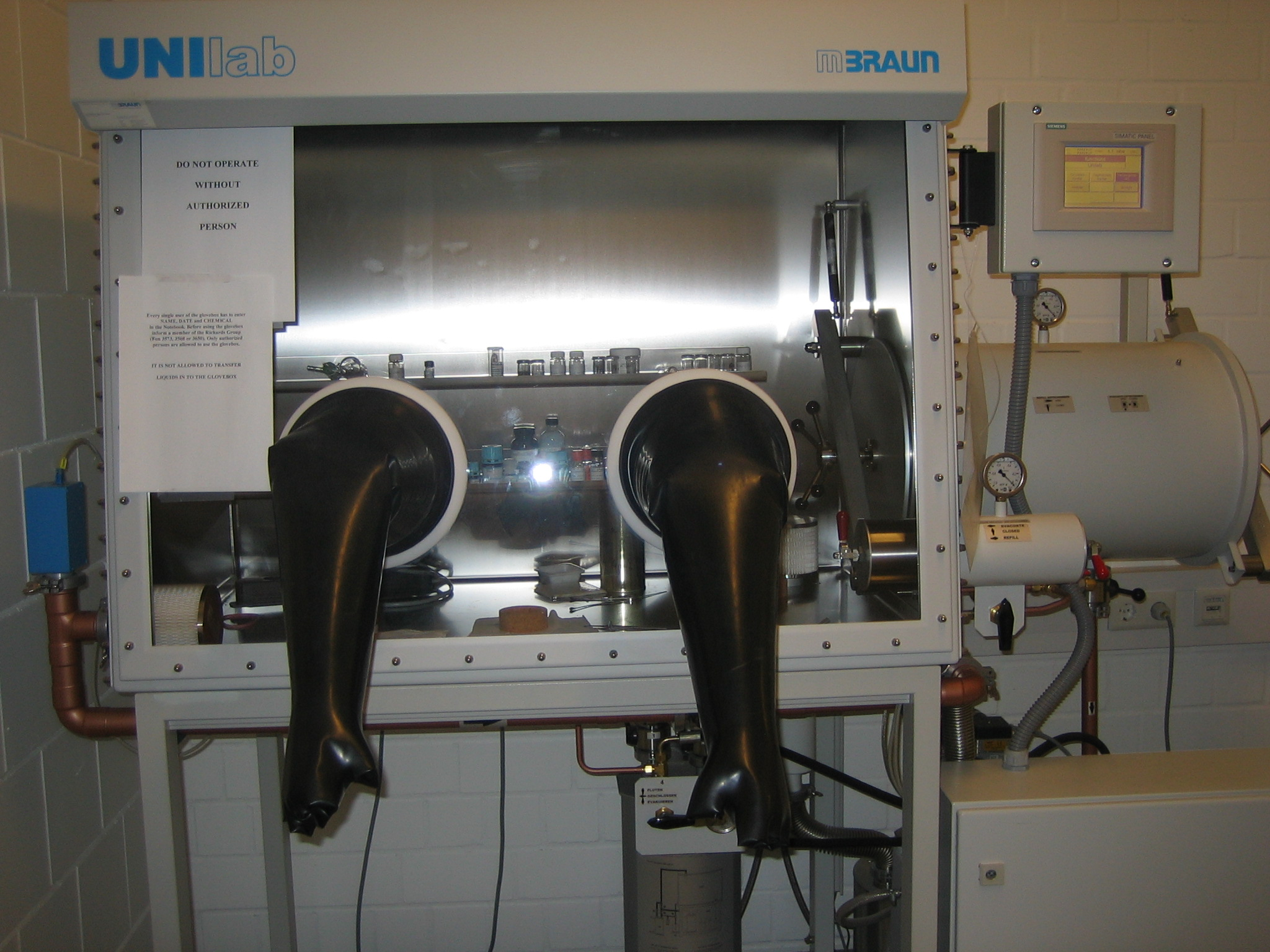
Rukavicový box od firmy MBraun. V přední části jsou vidět rukavice, na boku pak komory umožňující transport materiálu do a z boxu.

Rukavicový box (též ochranný box s rukavicemi) je hermeticky uzavřený box, který umožňuje manipulovat s předměty, které musí být chráněny před běžnou atmosférou nebo, které je třeba chránit před únikem do okolního prostředí. Do jedné nebo více stěn jsou zabudovány rukavice, které umožňují práci uvnitř, aniž by došlo k narušení hermetické těsnosti boxu. Existují dva typy rukavicových boxů, první je určen pro práci s nebezpečnými látkami, např. radioaktivním materiálem nebo infekčními látkami a je v něm udržován podtlak, aby se nemohl obsah boxu dostat do okolí. Druhý typ rukavicového boxu je určen pro práci s látkami vyžadujícími skladování a manipulaci v inertní atmosféře, ty jsou naplněny nejčastěji dusíkem nebo argonem a je v nich zpravidla udržován mírný přetlak.

## Práce v inertní atmosféře
Plyn v boxu neustále cirkuluje přes soustavu zařízení, která odstraňují organická rozpouštědla, vodu a kyslík. Organické látky se z atmosféry odstraňují adsorpcí na aktivním uhlí. Kyslík se odstraňuje reakcí s jemně rozptýlenou mědí na keramickém nosiči. Měď je nutné regenerovat pomocí směsi vodíku s dusíkem, která má redukční účinky, reakce probíhá za zvýšené teploty. Vodu odstraňujeme pomocí adsorpce na molekulových sítech.

## Galerie

Rukavicové boxy
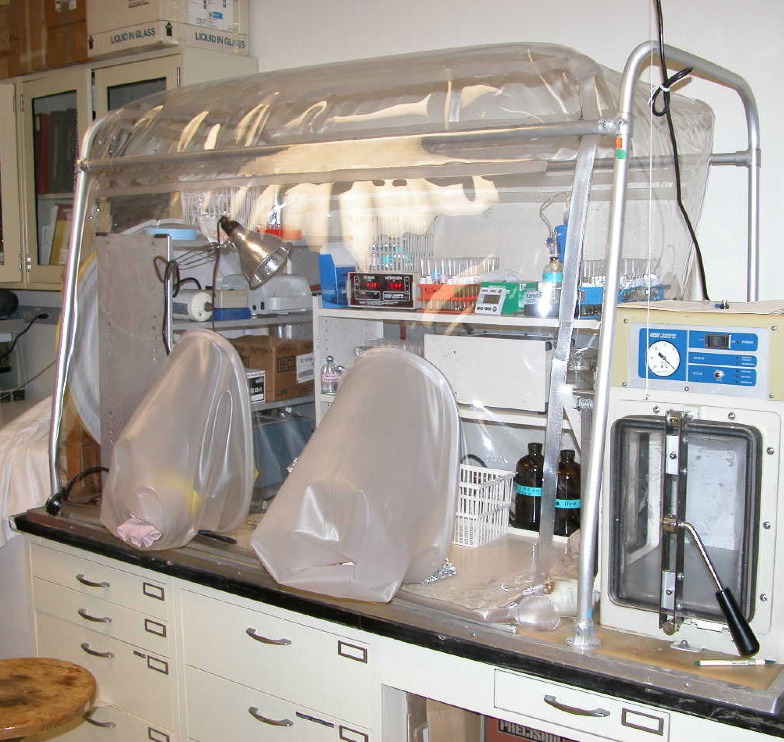
Flexibilní rukavicový box - změny tlaku plynu jsou pozorovatelné podle deformací stěn
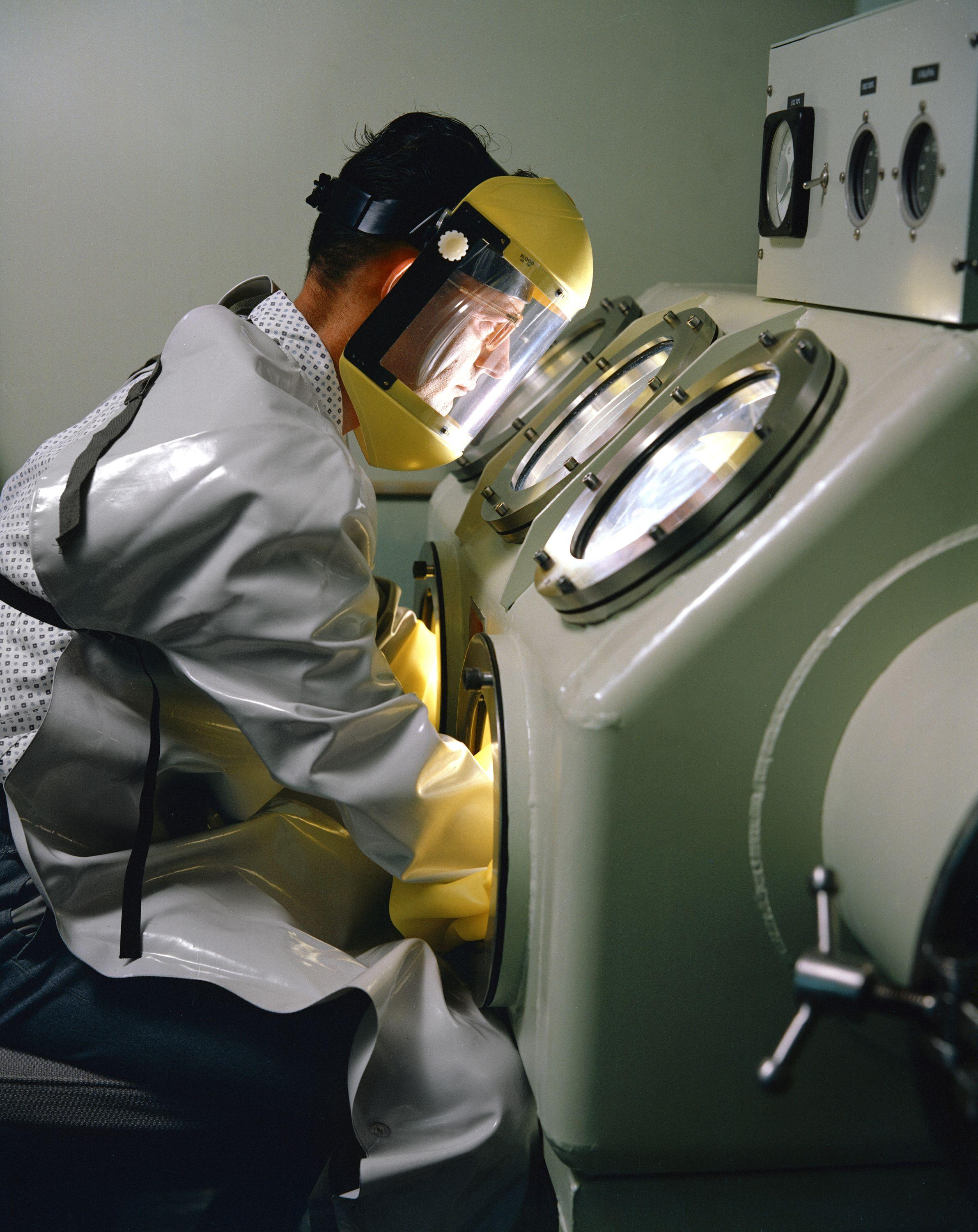
Kovový rukavicový box určený pro manipulaci s nebezpečnými látkami ve vakuu
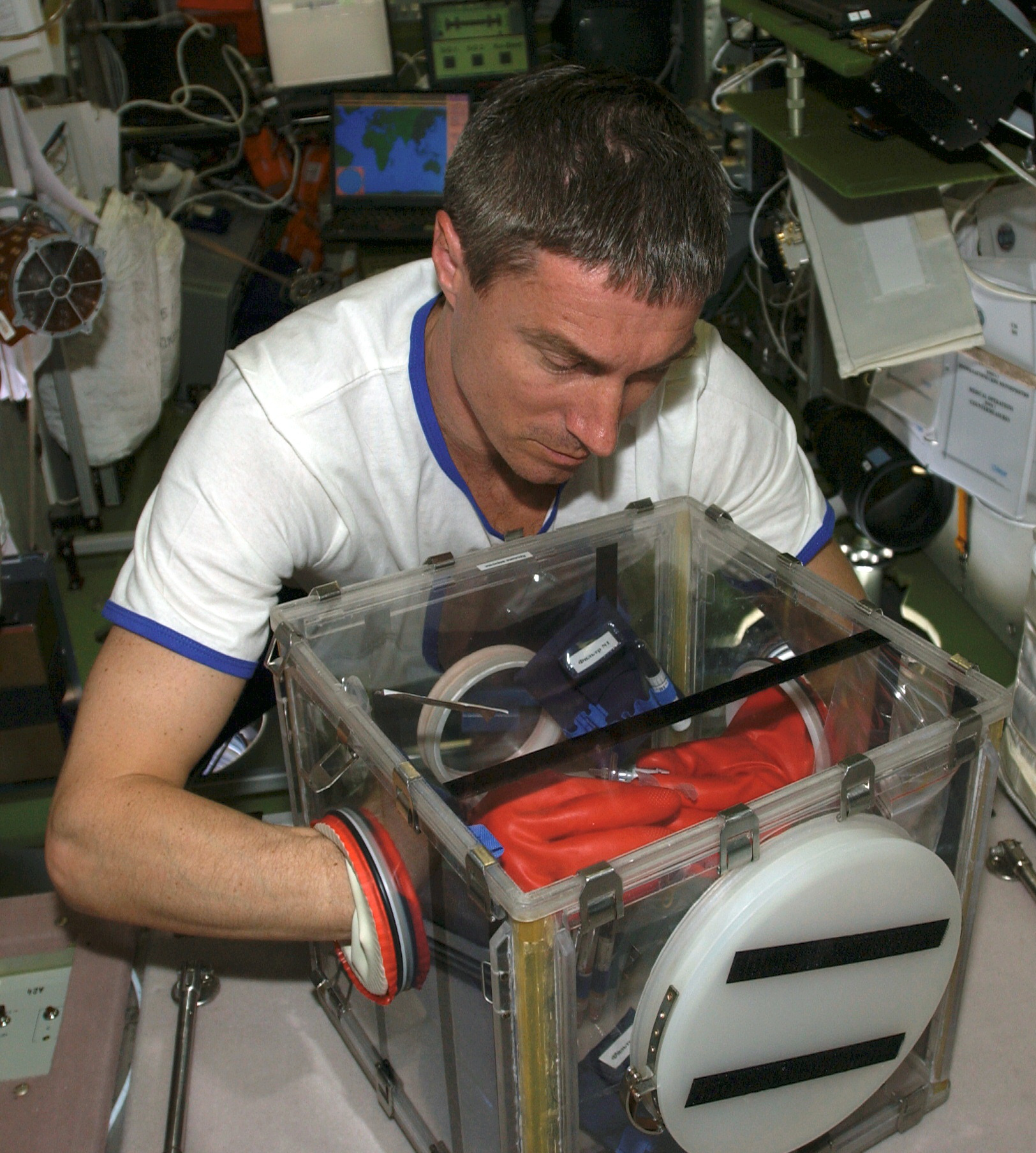
Přenosný rukavicový box na Mezinárodní vesmírné stanici
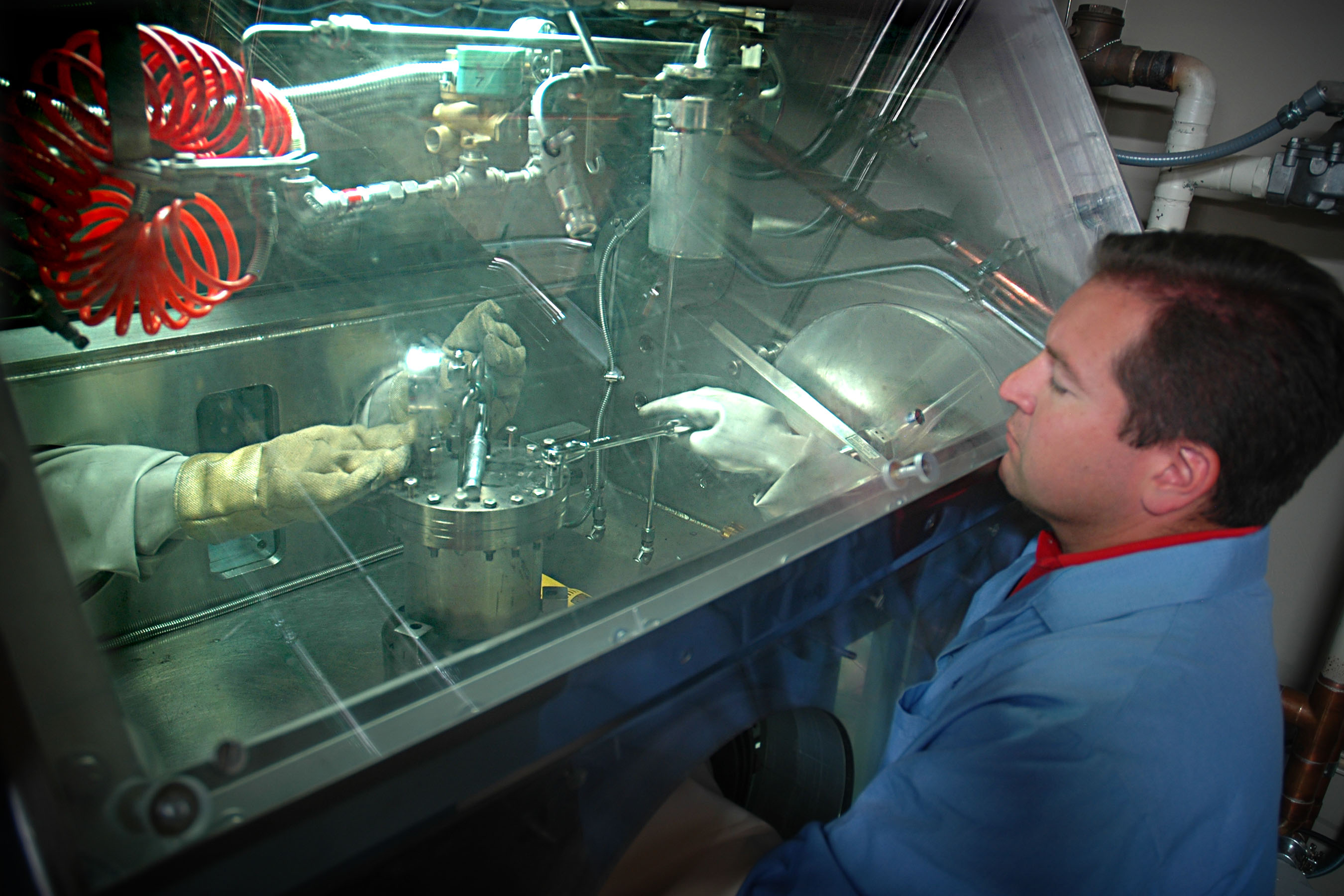
Rukavicový box s větším počtem rukavic umožňující přístup operátora z několika stran
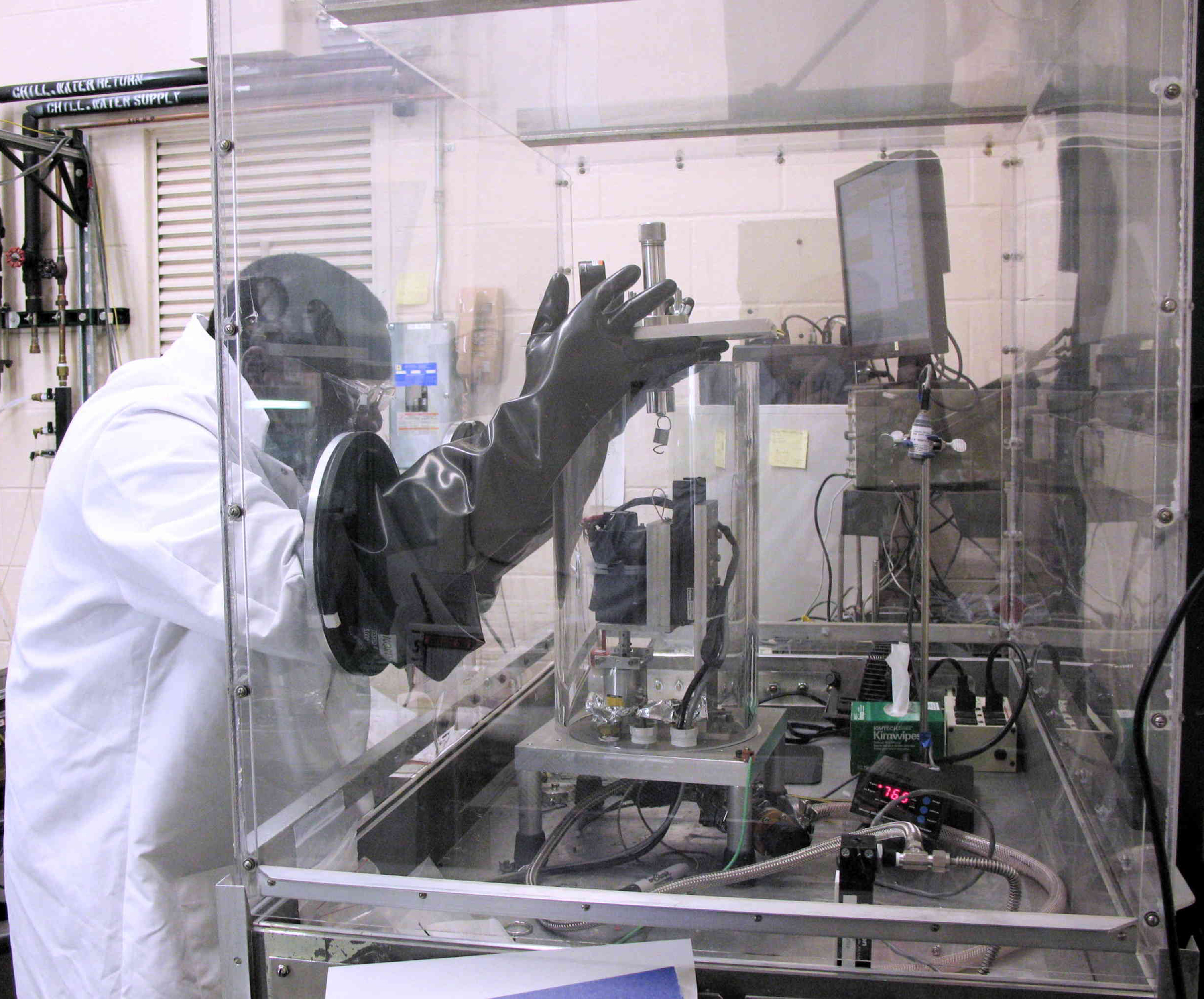
Ochranný rukavicový box postavený okolo experimentální aparatury
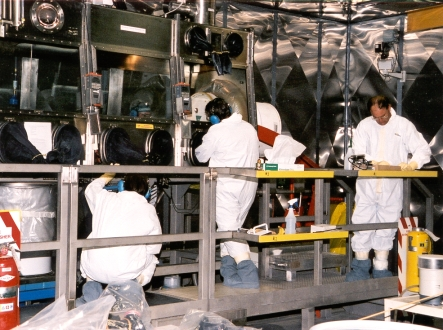
Velký rukavicový box v jaderném průmyslu